# Gullbandslilja
Gullbandslilja (Lilium auratum) är en art i familjen liljeväxter. 